# Not One More Time
«Not One More Time» (рус. Больше никогда) — сингл 1995 года в исполнении певицы Стейси Пирса, написанный ею в соавторстве с продюсером Эллиотом Вольффом. Сингл к серии альбомов-саундтрека к знаменитому молодёжному сериалу «Беверли-Хиллз, 90210», из выпущенных для продвижения альбомов и сериала на территории Европы.
Первоначально предполагалось, что песню исполнит другая певица, но продюсеру Эллиоту Вольффу так понравился вокал Стейси Пирса с её демозаписи, что было принято решение о том, что в саундтрек войдёт именно её версия песни.

## Список композиций
1. «Not One More Time» — 4:39
2. «Not One More Time» (Instrumental) — 4:39

## Видеоклип
В музыкальному клипе рассказывается о любви девушке к юноше, который употребляет наркотики. Она признаётся ему любви и клянётся, что разлюбит его, так как больше не может мириться с его пагубным пристрастием. Однако она понимает, что все попытки забыть любимого остаются безуспешными.
Клип появляется во время финальных титров трёх эпизодов 5 сезона сериала «Беверли-Хиллз, 90210».